# Val-de-Meuse
Val-de-Meuse ist eine französische Gemeinde mit 1.807 Einwohnern (Stand 1. Januar 2022) im Département Haute-Marne in der Region Grand Est; sie gehört zum Arrondissement Langres.

## Geografie
Val-de-Meuse liegt etwa 20 Kilometer nordöstlich von Langres auf dem Plateau von Langres und etwa 30 Kilometer südöstlich von Chaumont an der Autoroute A31 (Ausfahrt 8). Durch das Gemeindegebiet fließt die Maas, die in der Nachbargemeinde Le Châtelet-sur-Meuse entspringt.

## Geschichte
Der Ortsname lautete seit frühen Zeiten Montigny-le-Roi. Während der Französischen Revolution wurde er in Montigny-Source-Meuse geändert.
1966 wurde der Ort Meuse eingemeindet. 1972 erhielt der Ort den Namen Le Val-de-Meuse mit der Eingemeindung der Ortschaften Avrecourt, Épinant, Lécourt, Maulain, Provenchères-sur-Meuse, Ravennefontaines, Récourt und Saulxures. 1974 wurde noch Lénizeul eingemeindet und die Gemeinde erhielt ihren heutigen Namen. 2012 wurden die Orte Avrecourt und Saulxures aus der Gemeinde als eigenständige Gemeinden wieder entlassen.

## Bevölkerungsentwicklung
| 1962 | 1968 | 1975 | 1982 | 1990 | 1999 | 2006 | 2019 |
| --- | ---- | ---- | ---- | ---- | ---- | ---- | ---- |
| 2071 | 1942 | 2200 | 2148 | 2167 | 2211 | 1915 | 1832 |
| Quellen: Cassini und INSEE, heutiges Gemeindegebiet; nur 1975, 1982, 1990 und 1999 mit Avrecourt und Saulxures |      |      |      |      |      |      |      |

## Sehenswürdigkeiten
- Kirche Notre-Dame-de-l’Assomption in Épinant (erbaut 1841/1842)[1]
- Kirche Notre-Dame-de-l’Assomption in Lécourt (15. und 16. Jahrhundert)[2]
- Kirche Saint-Brice in Lénizeul (13.–16. Jahrhundert)[3]
- Kirche Saint-Félix in Maulain (1885; Chor 13. und 15. Jahrhundert, Kirchenschiff 18. Jahrhundert)[4]
- Kirche Saint-Laurent in Meuse (Kirche 1837; Kirchenschiff 12./13. Jahrhundert, Teile des Glockenturm 1899)[5]
- Kirche Sainte-Madeleine in Montigny (erbaut 1825–1828; Chor und Querschiff Mitte 16. Jahrhundert)[6]
- Kapelle Notre-Dame de Victoires in Montigny (erbaut 1852)[7]
- Kapelle Sainte-Clotilde in Montigny
- Kapelle Sainte-Madeleine in Montigny (erbaut 1853)[8]
- Kirche Saint-Évre in Provonchères-sur-Meuse (15. und 16. Jahrhundert; Sakristei 1728)[9]
- Kirche Saint-Pierre et Saint-Paul in Ravennefontaines (12. Jahrhundert; Querschiff 15. Jahrhundert)[10]
- Kirche Saint-Christophe in Récourt (18. Jahrhundert)[11]
- Park von Chesnoy aus dem Jahr 1850[12]
- Wegkreuz am Chemin de Bassancourt in Lénizeul (17. Jahrhundert)[13]
- zahlreiche weitere Wegkreuze (in beinahe allen Ortsteilen)
- Lavoirs in beinahe allen Ortsteilen

## Gemeindepartnerschaft
- Lierneux in der Provinz Lüttich (Belgien)

## Persönlichkeiten
- Félix Boisselier (1776–1811), Maler
- Camille Flammarion (1842–1925), Astronom
- Léon Mougeot (1857–1928), Politiker
- Omar Er Rafik (* 1986), Fußballspieler